# Central London

Une carte OpenStreetMap de Central London.

Le terme Central London (en français : « Centre de Londres ») désigne la partie centrale de la ville de Londres, composée de la City et de plusieurs boroughs londoniens. Central London n'existe réellement qu'en termes de statistiques, de planification urbaine et de gouvernement local. Parmi ses caractéristiques principales, une forte densité urbaine, un prix élevé de l'immobilier, une population plus conséquente le jour que la nuit et une concentration importante de bureaux et d'organisations régionales, nationales ou encore internationales.
Le centre de la ville est placé par convention à Charing Cross, où se trouve la statue équestre de Charles Ier à partir de laquelle sont mesurées les distances routières depuis ou vers Londres. Ce carrefour se situe au croisement du Strand, de Whitehall et de Cockspur Street et au sud de Trafalgar Square.

## Caractéristiques
« La zone centrale se caractérise, d'après la Commission royale [sur le gouvernement local du Grand Londres], par le fait qu'elle comprend le Parlement et les palais royaux, le siège du gouvernement, les tribunaux, les sièges d'un très grand nombre d'entreprises commerciales et industrielles, ainsi que des institutions de grande influence sur la vie intellectuelle de la nation, telles que le British Museum, la National Gallery, la Tate Gallery, l'Université de Londres, le siège du ballet national et de l'opéra, ainsi que les sièges de nombreuses associations nationales, des grandes professions, des syndicats, des associations professionnelles, des sociétés de services sociaux, ainsi que des centres commerciaux et des centres de divertissement qui attirent des gens de tout le Grand Londres et d'au-delà. A bien d'autres égards, la zone centrale diffère des zones plus éloignées de Londres. La taxe d'habitation de la zone centrale est exceptionnellement élevée. Sa population diurne est beaucoup plus élevée que sa population nocturne. Les problèmes de circulation atteignent une intensité que l'on ne rencontre nulle part ailleurs dans la métropole ou dans aucune ville de province, et les énormes développements de bureaux qui ont eu lieu récemment constituent un phénomène totalement nouveau. »

—  Eric Lubbock, débats parlementaires (Hansard), Chambre des communes, 24 janvier 1963.

## Définitions

### Recensement de 1901
Le recensement de 1901 définit Central London comme étant composé de la Cité de Londres et des boroughs métropolitains (divisions territoriales en vigueur entre 1900 et 1965) de Bermondsey, Bethnal Green, Finsbury, Holborn, Shoreditch, Southwark, Stepney, St Marylebone et Westminster.

### Propositions de création d'un borough du centre de Londres (1959-1963)
Pendant les travaux de la Commission Herbert (en) et autour de l'adoption du London Government Act 1963 (en), trois tentatives infructueuses ont été menées pour définir une zone qui formerait le borough du centre de Londres. Les deux premières ont été détaillées dans le Memorandum of Evidence de 1959 du Greater London Group (en) de la London School of Economics.
La première proposition était composée de la Cité de Londres, de Westminster, d'Holborn, de Finsbury et des centres des quartiers de St Marylebone, St Pancras, Chelsea, Southwark et Lambeth. Les frontières de ce borough incluaient toutes les gares ferroviaires du centre de Londres, la Tour de Londres et plusieurs musées majeurs. Elle comprenait donc également des parcelles de Kensington, Shoreditch, Stepney et Bermondsey. Sa population était estimée à 350 000 habitants sur une superficie de 7 000 acres (28 km2).
La deuxième proposition comprenait la majeure partie de la Cité de Londres, de Westminster et de Southwark, la totalité de Finsbury et Holborn, des parties de St Pancras, St Marylebone et Paddington et une petite partie de Kensington. La zone comptait une population estimée à 400 000 habitants et occupait 8 000 acres (32 km2).
Lors de l'adoption du London Government Act, un amendement a été proposé pour créer un borough du central de Londres correspondant à la définition utilisée lors du recensement de 1961. Il comprenait la Cité de Londres, Westminster, Holborn et Finsbury ainsi que les quartiers de Shoreditch, Stepney, Bermondsey, Southwark, Lambeth, Chelsea, Kensington, Paddington, St Marylebone et St Pancras. La population était estimée à 270 000 habitants.

### Plan londonien
Initié en 2004, le Plan londonien définit une « Zone d'activités centrale » (en anglais : « Central Activities Zone »), qui comprenait en 2008 la Cité de Londres, une vaste partie de Westminster et les centres de Camden, Islington, Hackney, Tower Hamlets, Southwark, Lambeth, Kensington & Chelsea et Wandsworth. Cette zone centrale est décrite comme un « foyer unique d'activités d'une importance vitale, comprenant les bureaux du gouvernement central, des sièges sociaux et des ambassades, la plus grande concentration de bureaux du secteur des services financiers et commerciaux de Londres et des bureaux du commerce, des organismes professionnels, des institutions, des associations, des agences de communication, des éditeurs, des publicitaires et des médias ».
En 2011, la sous-région Central London est créée à des fins de développement stratégique. Elle comprend les boroughs de Camden, d'Islington, de Kensington & Chelsea, de Lambeth, de Southwark, de Westminster et la Cité de Londres. De 2004 à 2008, le plan de Londres comprenait une sous-région appelée Central London et comprenait Camden, Islington, Kensington & Chelsea, Lambeth, Southwark, Wandsworth et Westminster. Sa population était de 1 525 000 habitants en 2001. La sous-région est supprimée en 2008, puis redessinée en 2011 en incluant la Cité de Londres et en excluant Wandsworth.